# I Am Kloot

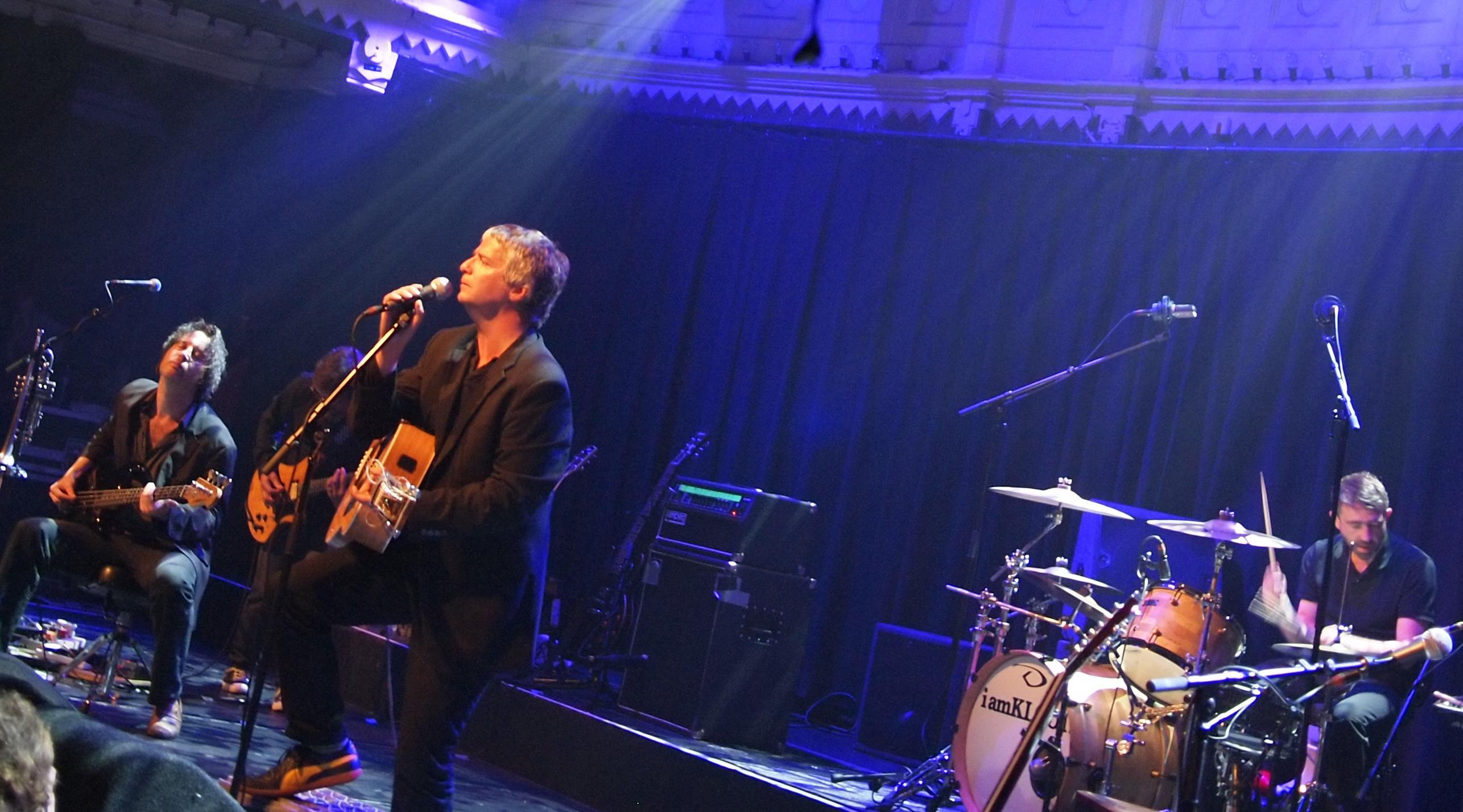
I am Kloot en vivo desde Paradiso, Ámsterdam, 2011.

I Am Kloot es un grupo de música fundado en 1999 en Mánchester, Inglaterra, en el club Night&Day. John Bramwell trabajaba allí como organizador de conciertos y allí conoció a los otros dos miembros del grupo: Andy Hargreaves y Pete Jobson. Se dieron el nombre I Am Kloot y pertenecen al llamado New Acoustic Movement.
Dieron su primer concierto en 1999. Su primer álbum, Natural History, apareció en 2001, y el segundo, I Am Kloot, dos años después.

## Miembros
- John Bramwell (cantante, guitarra)
- Andy Hargreaves (batería)
- Pete Jobson (bajo)

## Discografía

### Álbumes
- Natural History, 2001
- I Am Kloot, 2003
- Gods and Monsters, 2005
- BBC Radio 1 John Peel Sessions, 2006
- Sky at Night, 2010

### Sencillos
De Natural History
- "To You"/"Titanic" (1999, solo se lanzaron 1000 copias de vinilo)
- "Twist"/"86 TV's" (2000, doble cara A en CD y vinilo rojo)
- "Dark Star" (2001, CD y vinilo)
- "Morning Rain" (2001, CD y vinilo)

De I Am Kloot
- "Untitled #1" (2003, edición limitada en vinilo)
- "Life in a Day" (2003, #43 en las listas inglesas, doble CD y vinilo)
- "3 Feet Tall" (2003, #46 UK, doble CD y vinilo)
- "De Your Favourite Sky" (2004, edición numerada en CD y descargas)

De Gods and Monsters
- "Over My Shoulder" (2005, #38 UK, CD y vinilo doble)

Singles sin álbum
- "Maybe I Should" (2005, edición limitada en CD, vinilo y descargas)